# سفارة السويد في الأرجنتين
سفارة السويد في الأرجنتين هي أرفع تمثيل دبلوماسي لدولة السويد لدى الأرجنتين. تقع السفارة في بوينس آيرس وهي تهدف لتعزيز المصالح السويدية في الأرجنتين.

## وصلات خارجية
- قائمة سفارات السويد
- قائمة السفارات في الأرجنتين